# Ruth Stafford Peale
Ruth Stafford Peale (* 10. September 1906 in Fonda, Iowa als Loretta Ruth Stafford; † 6. Februar 2008 in Pawling, New York) war eine US-amerikanische Schriftstellerin, Herausgeberin und Funktionärin zahlreicher Organisationen.

## Biografie
1913 zog sie mit dem Haushalt ihrer Eltern nach Detroit um. Dort absolvierte sie die High School. Anschließend schloss sie ein Studium an der Syracuse University ab.
Im Jahr 1930 heiratete sie Norman Vincent Peale. Zwei Jahre später übersiedelten sie nach New York City, wo er Pfarrer an der Marble Collegiate Church wurde. 1945 gründeten die Eheleute Peale die Foundation for Christian Living, deren Vorsitzende und Geschäftsführerin Ruth Stafford Peale bis ins hohe Alter war. Während ihr Mann eher die inhaltliche Arbeit in Rede und Schrift leistete, kümmerte sie sich um den größeren Teil der Organisation der gemeinsamen Unternehmung, zunächst im kleineren Kreis ihrer Kirche, später in größerem Rahmen.
Von 1952 bis 1954 war sie Vizepräsidentin des Nationalen Kirchenrats der USA. Sie war, als erste Frau, Vorsitzende des National Board of North American Missions of the Reformed Church in America und einer Reihe anderer kirchlicher und universitärer Gremien.
Sie hatte wesentlichen Anteil daran, dass der von ihrem Mann verfasste spätere Bestseller The Power of Positive Thinking erscheinen konnte. Nachdem das Buch von mehreren Verlagen abgelehnt worden war, hatte ihr Mann den Mut verloren. Sie übernahm es, das Buch weiteren Verlagen vorzustellen, und erreichte schließlich, dass es erschien – bis 2008 in 42 Sprachen und insgesamt 20 Millionen Exemplaren.
Von 1952 bis 1968 moderierten die Eheleute Peale im amerikanischen Fernsehen gemeinsam die wöchentliche Ratgebersendung What's Your Trouble? Jede Woche erhielten sie etwa 5000 Briefe von ratsuchenden Zuschauern. Ruth Stafford Peale schrieb regelmäßig Artikel für die Zeitschriften Reader’s Digest, The Saturday Evening Post und Woman's Day. Mit ihrem Mann gab sie von 1947 an die gemeinsam gegründete Zeitschrift Guideposts heraus, die zum Zeitpunkt ihres Todes eine Auflage von 2.500.000 Exemplaren auswies und zu den 25 auflagenstärksten Zeitschriften in den USA gehört.
In dem biografischen Spielfilm One Man's Way (1964) über das Leben von Norman Vincent Peale (Schauspieler: Don Murray) wurde Ruth Stafford Peale von der Schauspielerin Diana Hyland verkörpert.
Aus ihrer Ehe gingen zwei Töchter und ein Sohn hervor. Sie wurde Großmutter von acht Enkelkindern und bekam zu Lebzeiten 14 Urenkel.

## Werke
Als Autorin und Ko-Autorin
- The Adventure of Being a Wife. Prentice Hall, Englewood Cliffs 1971. ISBN 0-13-013946-7
- Secrets of Staying in Love. Nelson, Nashville 1984. ISBN 0-8-4075910-X
- Discovering the Power of Positive Thinking (gemeinsam mit Norman Vincent Peale). Peale Center for Christian Living, Pawling 2000. (ohne ISBN)
- A Lifetime of Positive Thinking (gemeinsam mit Jo Kadlecek). Guideposts, Carmel 2001. (ohne ISBN)

Als Herausgeberin
- Guideposts, hrsg. von Norman Vincent Peale und Ruth Stafford Peale. Guidepost Associates, Pawling 1947ff. ISSN 0017-5331